# 徐九臯 (唐)
徐九臯（？—？），唐朝詩人，字號、籍貫不詳。唐玄宗天寶初年曾經擔任河陰尉。芮挺章編輯的《國秀集》收錄徐九臯創作的5首詩，《全唐詩》同樣收其詩共五首。